# Élisabeth de La Londe
Élisabeth de La Londe, née le 1er janvier 1922 à Tarascon et morte le 23 décembre 2015 au Barroux, est une religieuse catholique française, fondatrice et première abbesse de l'abbaye Notre-Dame-de-l'Annonciation du Barroux.

## Biographie
En octobre 1979, à la demande de Gérard Calvet, elle fonde avec quatre jeunes filles une nouvelle communauté bénédictine à proximité de l'abbaye Sainte-Madeleine du Barroux : la communauté Notre-Dame-de-l'Annonciation du Barroux. En 1987, la communauté achète un terrain et commence des travaux qui permettront l'érection de leur nouveau monastère. La communauté est reconnue canoniquement en octobre 1989, après la publication du Motu proprio « Ecclesia Dei » par le pape Jean-Paul II. La fondation est érigée en abbaye en 1992. Nommée première abbesse par le Saint-Siège, Mère Élisabeth reçoit la bénédiction abbatiale le 21 novembre 1992. Elle dirige la construction du couvent jusqu'en 1998, date à laquelle elle renonce à sa charge. 
Elle meurt le 23 décembre 2015, entourée de ses filles, au sein de l'abbaye qu'elle a fondée. Ses funérailles sont célébrées le 29 décembre suivant par le révérend père Louis-Marie de Geyer d'Orth, en cette même abbaye.